# Ielizaveta Golovanova
Pour les articles homonymes, voir Golovanova.
Ielizaveta Igorievna Golovanova (en russe : Елизавета Игоревна Голованова), née le 2 avril 1993 à Safonovo en Russie, est un mannequin russe couronnée Miss Russie 2012.